# 367 a. C.
El año 367 a. C. fue un año del calendario romano prejuliano. En el Imperio romano se conocía como el Año del Tribunado de Coso, Maluginense, Macerino, Capitorio, Cicurino y Poplícola (o menos frecuentemente, año 387 Ab urbe condita). 

## Acontecimientos

### Roma
- En la República romana son aprobadas las leges liciniae-sextiae, las cuales rompían con la tradición para abrir el paso a los plebeyos a la magistratura consular.

### Sicilia
- Dionisio II sucede a Dionisio I como tirano de Siracusa.

## Nacimientos
- Clito el Negro, guerrero macedonio (m. 323 a. C.)
- Ptolomeo  I, que gobernaría en Egipto como Ptolomeo I Sóter (m. 283 a. C.).

## Fallecimientos
- Dionisio I, tirano de Siracusa (n. 430 a. C.)